# Charlotte (Air Traffic)
Charlotte is een nummer van de Engelse alternatieve rockband Air Traffic uit 2007. Het is de eerste single van hun debuutalbum Fractured Life.
Het nummer werd in de eerste instantie in juli 2006 al uitgebracht, als dubbele A-kant met het nummer Just Abuse Me. Van deze single werden binnen enkele dagen na de release 500 exemplaren verkocht. Door deze verkoopcijfers werd de band inschreven bij Tiny Consumer, van platenproducent David Kosten. Toch was dit niet voldoende om een plekje in de Britse hitlijsten te bemachtigen. Dat veranderde toen Air Traffic "Charlotte" in maart 2007 opnieuw uitbracht. Dit keer lukte het de band wel; het nummer haalde de 33e positie in het Verenigd Koninkrijk en betekende daarmee de doorbraak voor Air Traffic.

## Tracklijst
CD
1. "Charlotte" (2:23)
2. "An End to All Our Problems" (5:03)
3. "Learning How to Shout" (2:48)
4. "Charlotte" (2:23)

7"
1. "Charlotte" (2:23)
2. "An End to All Our Problems" (5:03)
3. "Learning How to Shout" (2:48)
4. "Charlotte" (2:23)